# Чжижэньдун
Чжижэньдун (кит. упр. 智人洞, пиньинь zhìréndòng, палл. чжижэньдун) — карстовая пещера в горах Мулан в городском округе Чунцзо, Гуанси-Чжуанский автономный район КНР. В данной пещере, относящейся к раннему верхнему плейстоцену, были обнаружены ископаемые останки, принадлежащие, вероятно, анатомически современным людям с некоторыми чертами архаичных людей.

## Ископаемые находки
Ископаемые находки были обнаружены китайскими палеонтологами в 2007 году. Останки были покрыты сплошным натёком и находились в слое, который первоначально был датирован временем между 113 и 100 тысяч лет назад. Позже более точная датировка дала оценку около от 116 до 106 тысяч лет назад.
Среди находок были обнаружены останки крупных млекопитающих, в том числе, орангутанов, слонов, тапиров, носорогов, козлиных, оленей, медведей, барсуков и леопардов. Около 25 процентов крупных млекопитающих, чьи останки обнаружены в пещере, к настоящему времени вымерли.
Было идентифицировано три единицы человеческих останков: два верхних моляра (Чжижэнь-1 и Чжижэнь-2) и передняя часть нижней челюсти (Чжижэнь-3). Все три фрагмента, вероятно, принадлежали как минимум двум разным индивидам; принадлежность фрагментов Чжижэнь-1 и Чжижэнь-3 одному индивиду маловероятна.
По сравнению с ископаемыми эпохи верхнего плейстоцена из западной Евразии, находки Чжижэнь-1 и Чжижэнь-2 отличаются меньшими размерами и похожи на более поздних гоминид, однако среди ископаемых восточно-азиатского верхнего плейстоцена недостаточно материала для полноценного сравнения.
Чжижэнь-3 обладает комбинацией архаичных и продвинутых черт. Наиболее существенной особенностью данной находки является наличие подбородочного выступа. С учётом датировки американский палеонтолог, специалист по эволюции человека, Эрик Тринкаус, рассматривает данные находки как останки «древнейших современных людей за пределами Африки». Однако другие исследователи скептически относятся к этому заключению, поскольку оно существенно расходится c общепринятой ранее датировкой выхода человека из Африки, согласно которой Homo sapiens появились в Южной Азии не ранее 60 тыс. лет назад.